# Naftalan

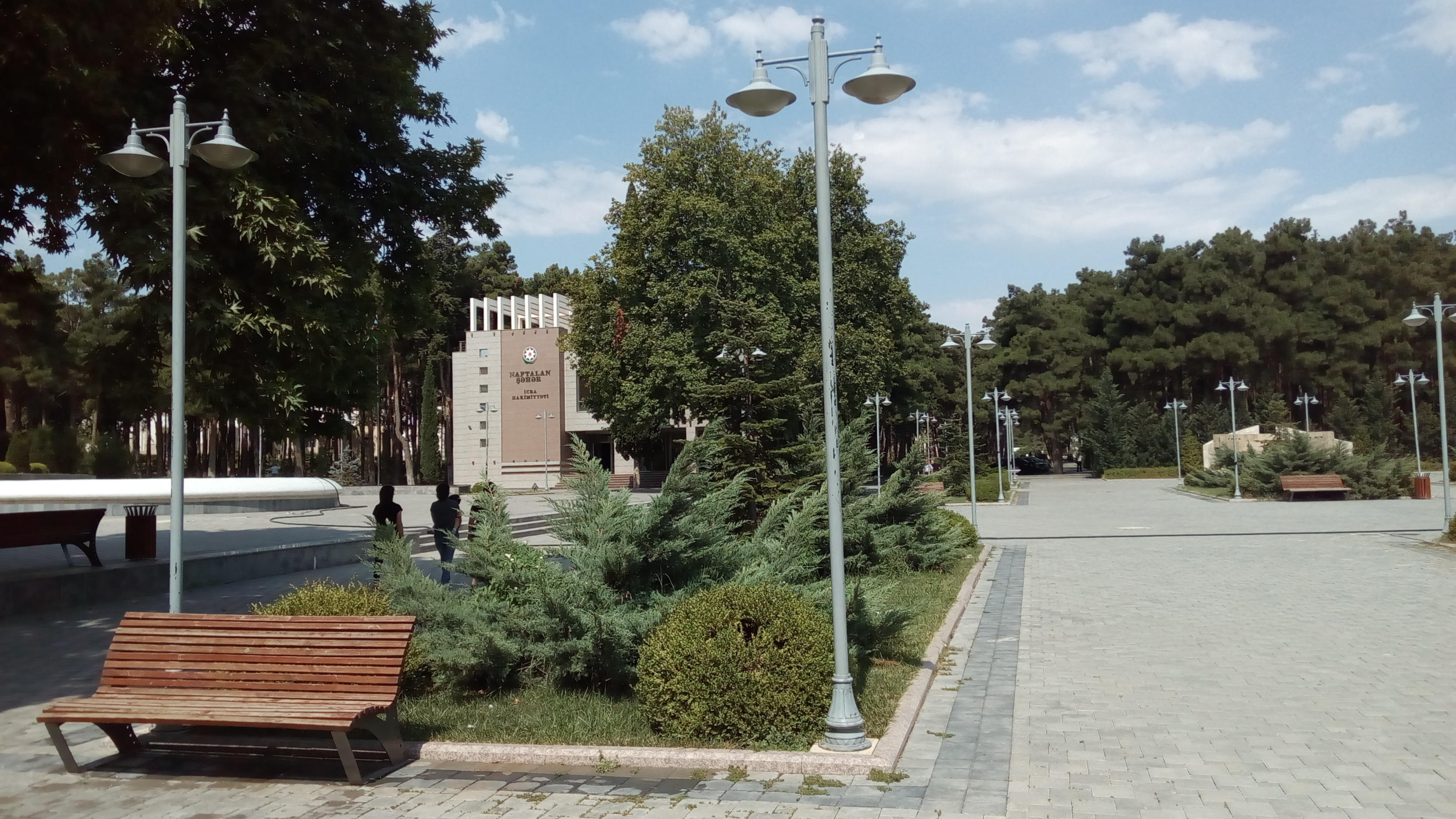
Naftalan

Naftalan is een stad in Azerbeidzjan en vormt een stadsdistrict (şəhər), direct onder de landsregering. Naftalan telde 9300 inwoners begin 2012. In de stad wonen veel Azerbeidzjanen die gevlucht zijn uit Nagorno-Karabach.